# Łomnica (Mysłakowice)
Łomnica (deutsch Lomnitz) ist ein Ort der Landgemeinde Mysłakowice in der Woiwodschaft Niederschlesien in Polen.

## Geographie

### Geographische Lage
Łomnica befindet sich etwa drei Kilometer nördlich vom Gemeindesitz Mysłakowice (Zillerthal-Erdmannsdorf), etwa zehn Kilometer südöstlich der Kreisstadt Jelenia Góra (Hirschberg) und 109 Kilometer südwestlich der Woiwodschaftshauptstadt Breslau.
Es liegt am nördlichen Fuß des Riesengebirges im Hirschberger Tal beidseitig der Łomnica (Große Lomnitz). Am nördlichen Ende fließt der Bober, der die Grenze zu Wojanów (Schildau) bildet. Nördlich des Schlosses Lomnitz fließt die Łomnica (Lomnitz) in den Bober.

### Nachbarorte
Nachbarorte sind im Nordosten Wojanów, im Südosten Karpniki (Fischbach) und im Süden der Gemeindesitz Mysłakowice.

## Geschichte

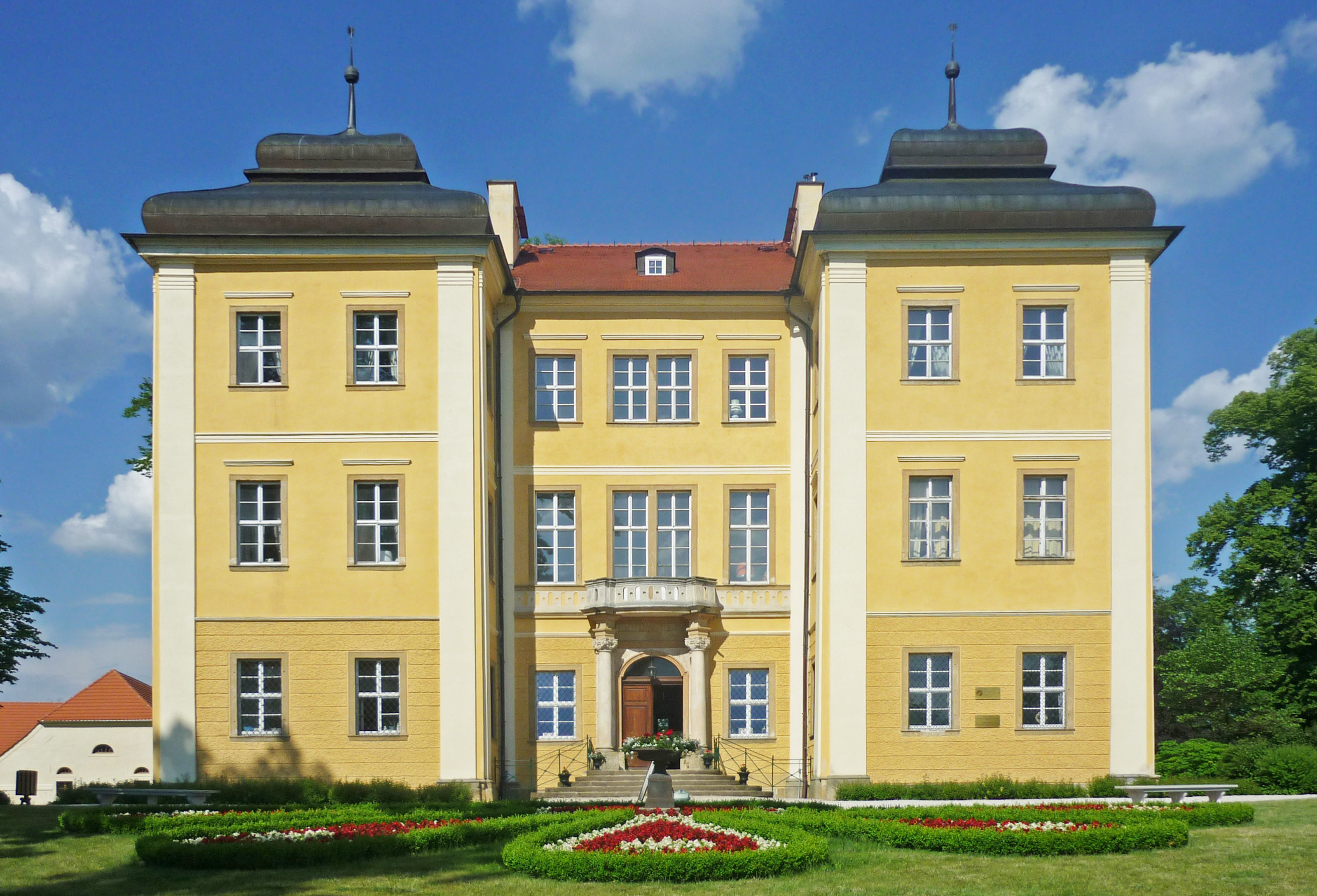
Schloss Lomnitz

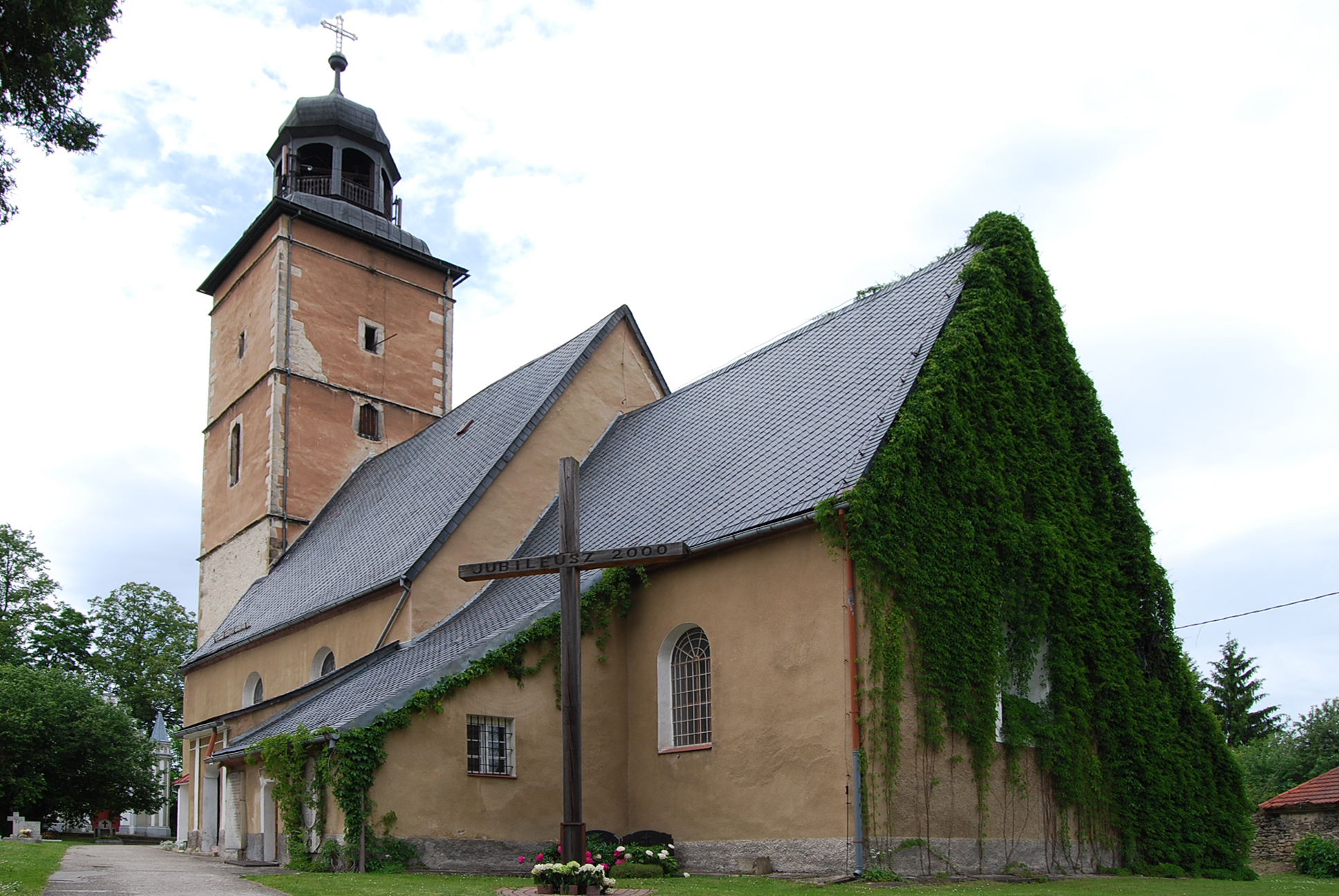
Mariä-Empfängnis-Kirche

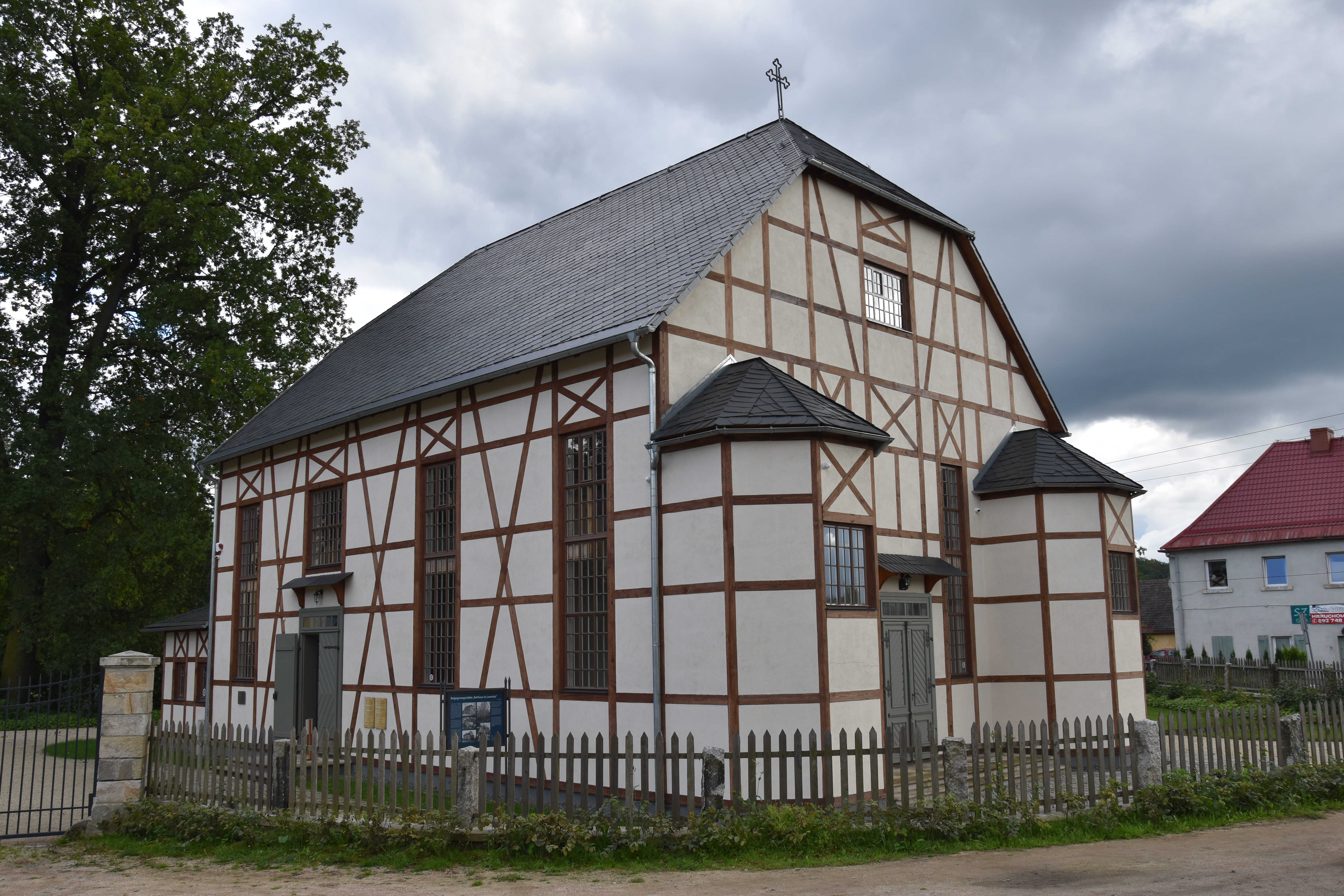
Schönwaldauer Bethaus (2021)

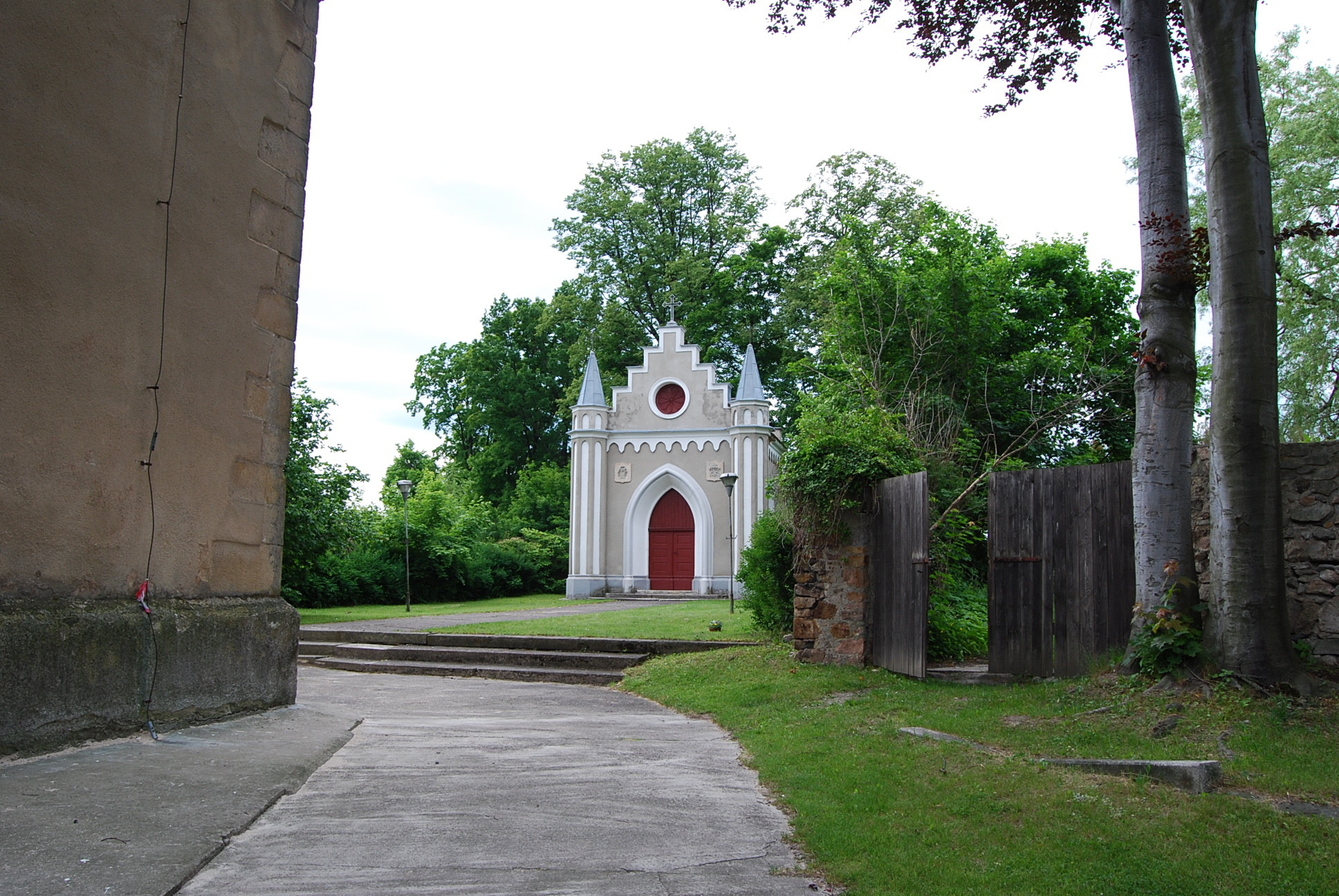
Mausoleum der Familie von Küster

Lomnitz wurde erstmals im Jahr 1369 als Lompnicz erwähnt. Der Name leitet sich vom slawischen Wort Lomny ab, was so viel wie brechbar, schieferreich bedeutet. Es bestand aus den drei Ortsteilen Nieder-, Mittel- und Oberdorf und gehörte damals zum Herzogtum Schweidnitz-Jauer, das nach dem Tod des Herzogs Bolko II. 1368 an Böhmen fiel, wobei Bolkos Witwe Agnes von Habsburg bis zu ihrem Tod 1392 ein Nießbrauch zustand. 
Im Niederdorf, dem nördlichen Teil des Dorfes, befindet sich das Schloss Lomnitz. Im 15. und 16. Jahrhundert war das Niederdorf im Besitz des Adelsgeschlechts Zedlitz. Zwischen der Mitte des 17. Jahrhunderts und 1738 gehörte es den Freiherrn von Thomagnini, die 1720 das Schloss errichteten. Später gelangte es an den Hirschberger Kaufmann Christian Menzel (Mentzel), der das Schloss umbauen ließ. 1835 erwarb die Familie von Küster Lomnitz mit dem Schloss. 
Im Mitteldorf wurde 1742 eine evangelische Holzkirche errichtet, die 1750 durch ein steinernes Gotteshaus ersetzt wurde. Am Vorplatz der Kirche wurden gleichzeitig eine Schule sowie das Pfarrhaus errichtet. 1786 wurde die Orgel von Christian Gottfried Menzel gestiftet. 
Im Oberdorf liegt die 1369 erstmals erwähnte katholische Kirche. 
Nach dem Ersten Schlesischen Krieg 1742 fiel Lomnitz mit dem größten Teil Schlesiens an Preußen. 1816 gelangte es an den Landkreis Hirschberg, mit dem es bis 1945 verbunden blieb. 1874 wurde aus der Landgemeinde Lomnitz, dem gleichnamigen Gutsbezirk und dem Schloß der Amtsbezirk Lomnitz gebildet.
1933 lebten in Lomnitz 1733 Einwohner, 1939 waren es 1845.
Als Folge des Zweiten Weltkriegs fiel das bisher deutsche Lomnitz 1945 unter polnische Verwaltung. Es wurde in Łomnica umbenannt, nachfolgend der Woiwodschaft Schlesien und 1950 der Woiwodschaft Breslau zugeordnet. 1970 wurde die evangelische Kirche abgerissen. 1999 kam Łomnica zum Powiat Jeleniogórski (Kreis Jelenia Góra).
Im Jahr 2008 wurde beschlossen, das letzte noch erhaltene Fachwerkbethaus in Schlesien in Rząśnik (Schönwaldau) im Powiat Złotoryjski (Kreis Goldberg) abzutragen und in Lomnitz wieder aufzubauen. Nach 1945 verfiel dieser Bau zu einer Ruine. Aufgrund zahlreicher Spender konnte das rekonstruierte Bethaus in der Nähe des Schlosses von Lomnitz wiederaufgebaut werden. 2011 wurde die Baugenehmigung erteilt. Der Grundstein für das Bethaus wurde am 9. April 2011 gelegt. Die Einweihung des Bethauses ist im Juli 2020 erfolgt.

## Sehenswürdigkeiten
- Schloss Lomnitz mit Landschaftspark
- Die römisch-katholische Kirche Mariä Empfängnis (Kościół Niepokalanego Poczęcia Najświętszej Maryi Panny) mit einem gewölbten Chor wurde erstmals 1369 erwähnt, im 15. Jahrhundert um den Westturm erweitert und später im Innern barockisiert. Sie ist von einer Friedhofsmauer mit einem vierseitigen Torturm umgeben.
- Barocke Statue des böhmischen Landesheiligen Johannes Nepomuk aus dem 18. Jahrhundert vor dem Friedhofstor. Am Sockel befindet sich ein Flachrelief.
- Barockes katholisches Pfarrhaus
- Barockes evangelisches Pfarrhaus – heute Wohnhaus
- Ehemalige evangelische Schule – heute Wohnhaus
- Mausoleum der Familie von Küster
- Ehemaliger evangelischer Friedhof
- Schönwaldauer Bethaus